# Synagoga v Orlové
Velká synagoga v Orlové (německy Orlau) neboli Tempel byla reformní synagoga templového typu, která stávala v Orlové od roku 1900 do začátku 2. sv. války, kdy byla po odstoupení Sudet židovské obyvatelstvo vyhnáno, synagoga opuštěna, místními fašisty zdevastována, zapálena a následně odstraněna během nacistické okupace českých zemí. Ve městě dokonce podle dostupných zdrojů fungovaly do okupace synagogy dvě - jedna reformní („Velká“) a jedna ortodoxní („Stará“). Zatím se však nepovedlo nalézt téměř žádné relevantní prameny k detailnější historii Židů v Orlové, je znám osud pouze jedné rodiny Silbersteinů - Syltenů. Dnes ve městě nežije nikdo hlásící se k judaismu[zdroj?], nejbližší ŽNO se dnes nachází v blízké Ostravě.

## Židé v Orlové
Počátky novodobého židovského osídlení v Orlové jsou zatím poněkud nejasné, velmi pravděpodobně jsou však podobné jako ve zbytku ostravsko-karvinského regionu, tj. Židé se zde směli usazovat až po úplném zrovnoprávnění po r. 1848. Hlavním ekonomickým zaměřením zdejších Židů byl obchod, finanční služby, mnoho Židů bylo právníky či lékaři. Někteří se věnovali podnikání ve velkém, zejména v pivovarnictví, lihovarnictví, uhelném, chemickém a těžkém průmyslu, s přesahem na obě strany hranice (Ostrava, Karviná, Katovice, Bílsko-Bělá).
Roku 1900 je doložena židovská sekce na místním komunálním hřbitově. Členové židovské komunity proto založili 3. října 1900 spolek Orlauer Bethausverein (Židovský modlitební spolek v Orlové). Oficiálně zahájil činnost 27. ledna 1901. Prvním předsedou spolku se stal majitel železáren Salomon Blumenthal (1851-1921), otec známého bankéře Siegfrieda Blumenthala (1886-1942), který byl mimo jiné znám svou bohatou stříbrnou sbírkou. Její ukradené a dnes již restituované torzo je nyní k vidění v Moravské galerii v Brně. Sdružení zde působilo v letech 1900-1939. Nakonec byl spolek rozpuštěn 26. února 1946.
V r. 1908 již prokazatelně existuje „Israelitische Frauenverein für Orlau und Umgebung“ („Spolek isralekých dam pro Orlovou a okolí“), který se věnoval edukativní a charitativní činnosti, zejména během I. sv. války. Zmínky jsou i o „Israelitische Bethaus-Verein“ („Židovský modlitební spolek“).
Kolem r. 1930 se uvádí 394 orlovských občanů, hlásících se k židovskému vyznání. Za první republiky - tak jako i jinde na Ostravsku - bylo zde jedno z center čs. sionistického hnutí.
Po záboru Sudet zaniká i orlovská židovská obec (obce?) a končí poměrně krátká, ale bohatá historie zdejších Židů. Synagoga byla v období mezi lety 1938 až 1941 zcela zdevastována, místní židovští občané takřka všichni vyvražděni během holocaustu, je znám osud jednoho orlovského rodáka, Roberta Syltena, jež válku přežil jako příslušník čs. armádního sboru v SSSR a po válce emigroval do Izraele.

## Nová synagoga

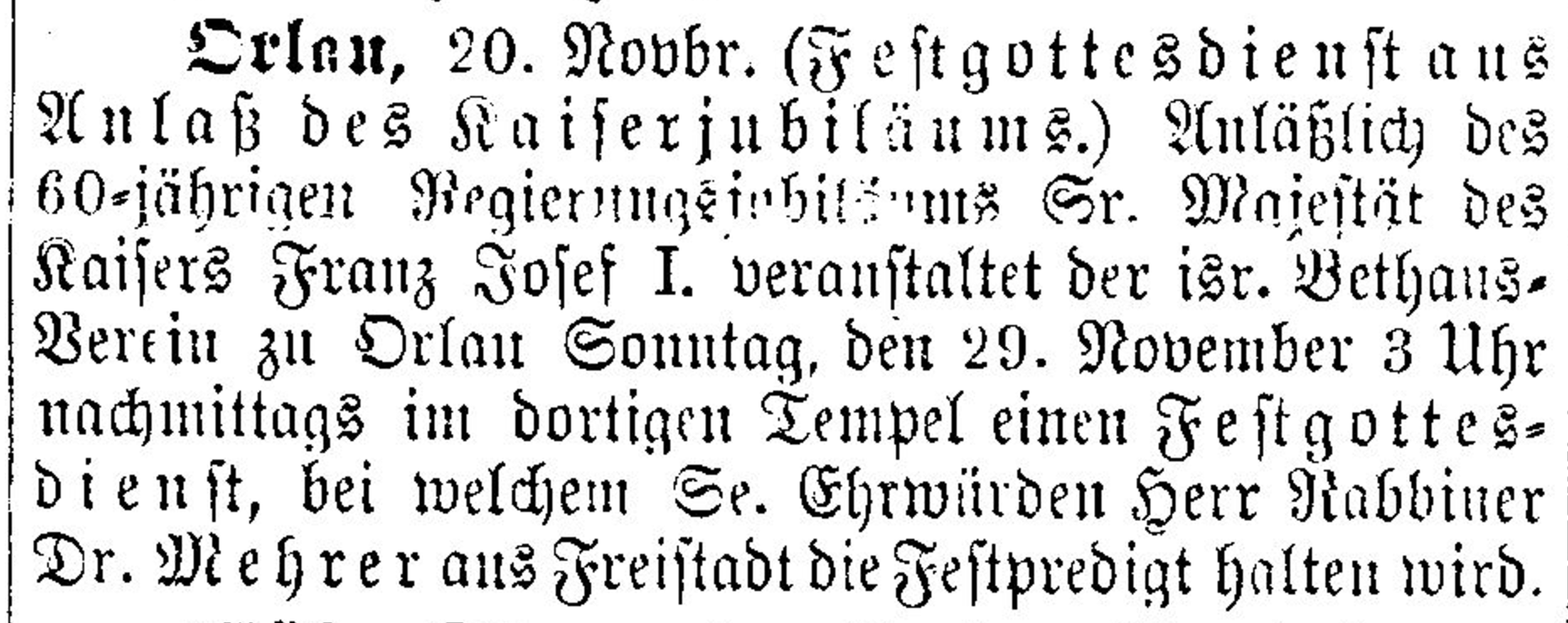
Israelský modlitební spolek Orlová v novinách „Neue Schlesische Zeitung“ oznamuje, že „ku příležitosti požehnaného 60. výročí panování Jeho císařské Výsosti Františka Josefa I., připravena jest na neděli, 29. listopadu 1908 v místním templu v Orlové ku konání slavnostní bohoslužba, na níž slavnostní kázání pronese fryštátský rabín Dr. Mehrer“.

Nová, honosná synagoga byla vystavěna zřejmě r. 1901 podle plánů významného vídeňského architekta, přerovského rodáka Jakoba Gartnera, v novorománském slohu s tehdy módními tzv. maurskými prvky v dnešní ulici Petra Cingra, pozemková parcela č. 1824.
Podle dochovaného obrazového materiálu se jednalo se čtvercovou, samostatně stojící dvoupodlažní budovu orientovanou v ose západ-východ, vystavěnou v novorománském stylu s tehdy módními maurskými prvky. Všem čtyřem fasádám dominovaly pilastry oddělené portály s velkými rozetovými okny, tvořenými motivem davidovy hvězdy. Fasáda byla zdobena bosáží, vrcholky štítů byly zdobeny deskami desatera či ozdobnými koulemi.
Ve vnitřním prostoru lze předpokládat typickou moderní synagogální dispozici reformního typu z 19. století, podobnou například interiéru Španělské synagogy v Praze, tj. bima přímo navazující na aron ha-kodeš, dále můžeme takřka s jistotou hádat existenci kůru s varhany a působení pěveckého sboru během bohoslužeb, zároveň ale vnitřní prostor byl zcela jistě oddělen na mužské (přízemí) a ženské (1. NP) části.
Vzhledem k tomu, že stavba byla okomínována, stavba byla zcela jistě vytápěna - a velmi pravděpodobně i elektrifikována. Zároveň je velmi pravděpodobné, že se v rámci objektu nacházel i byt rabína či šámese a společenský prostor. Žádný obrazový materiál interiéru se bohužel zatím nepodařilo objevit. Další sekundární materiály k bližší identifikaci historie a charakteru stavby však zatím také chybí.
Synagoga sloužila místní orlovské židovské komunitě do tzv. Mnichovské dohody, kdy území severního Slezska bylo anektováno Polskem. Češi a Židé byli z města vyhnáni či utekli do vnitrozemí a synagoga zpustla. O rok později, po vypuknutí války a okupaci Polska nacistickým Německem, připadlo toto území Říši a synagoga byla nacistickým režimem zcela zlikvidována a odstraněna. Ve zpustlé a zarostlé ulici jsou na místě někdejší synagogy však dodnes patrné základy stavby, a je pravděpodobné, že např. archeologickým průzkumem by bylo možno dojít k novým poznatkům.
V dubnu 2021 byla synagoga zařazeno do historické stezky Zapomenutá Orlová. Na místě se nachází také informační cedule.

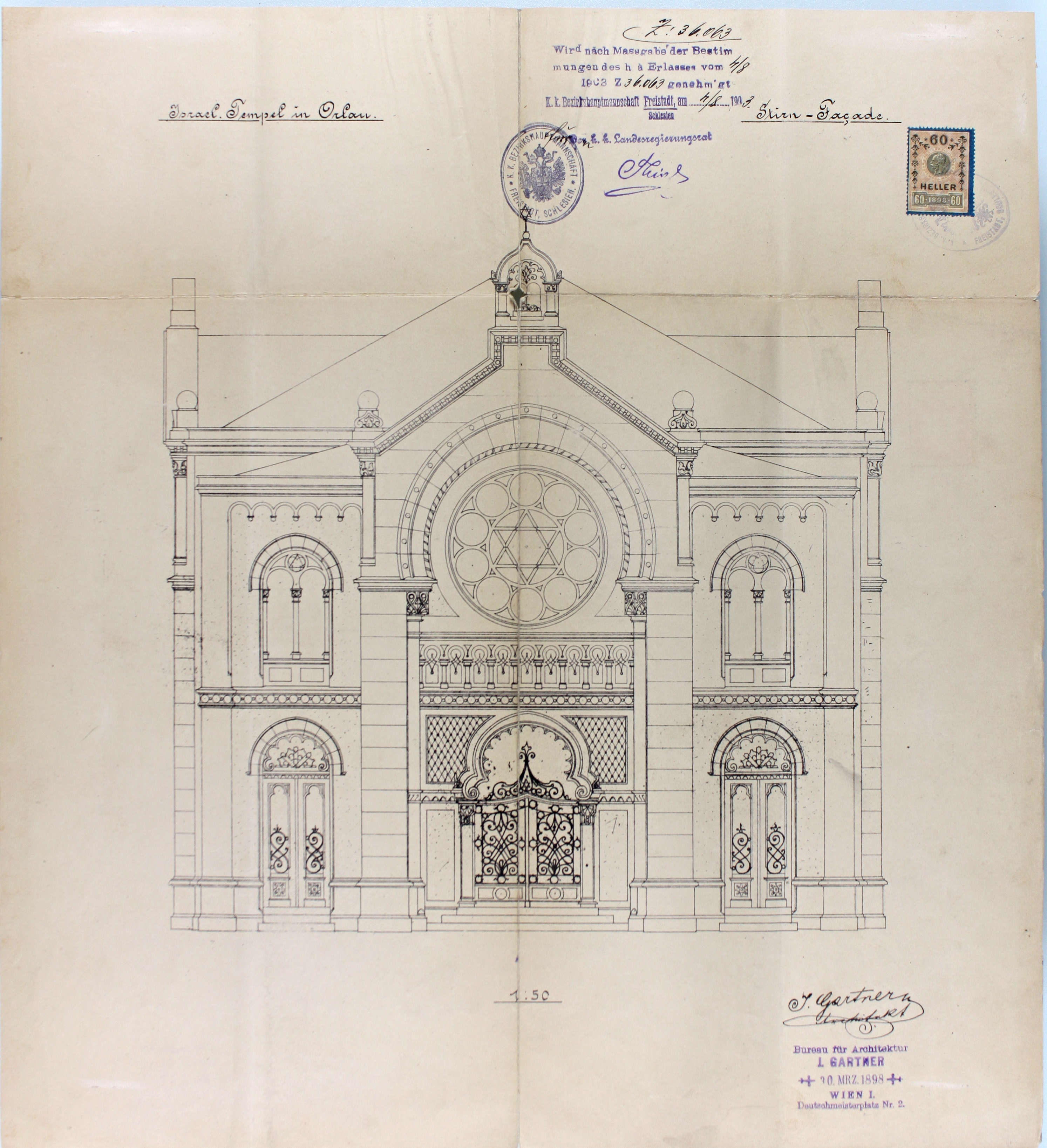
Čelní pohled
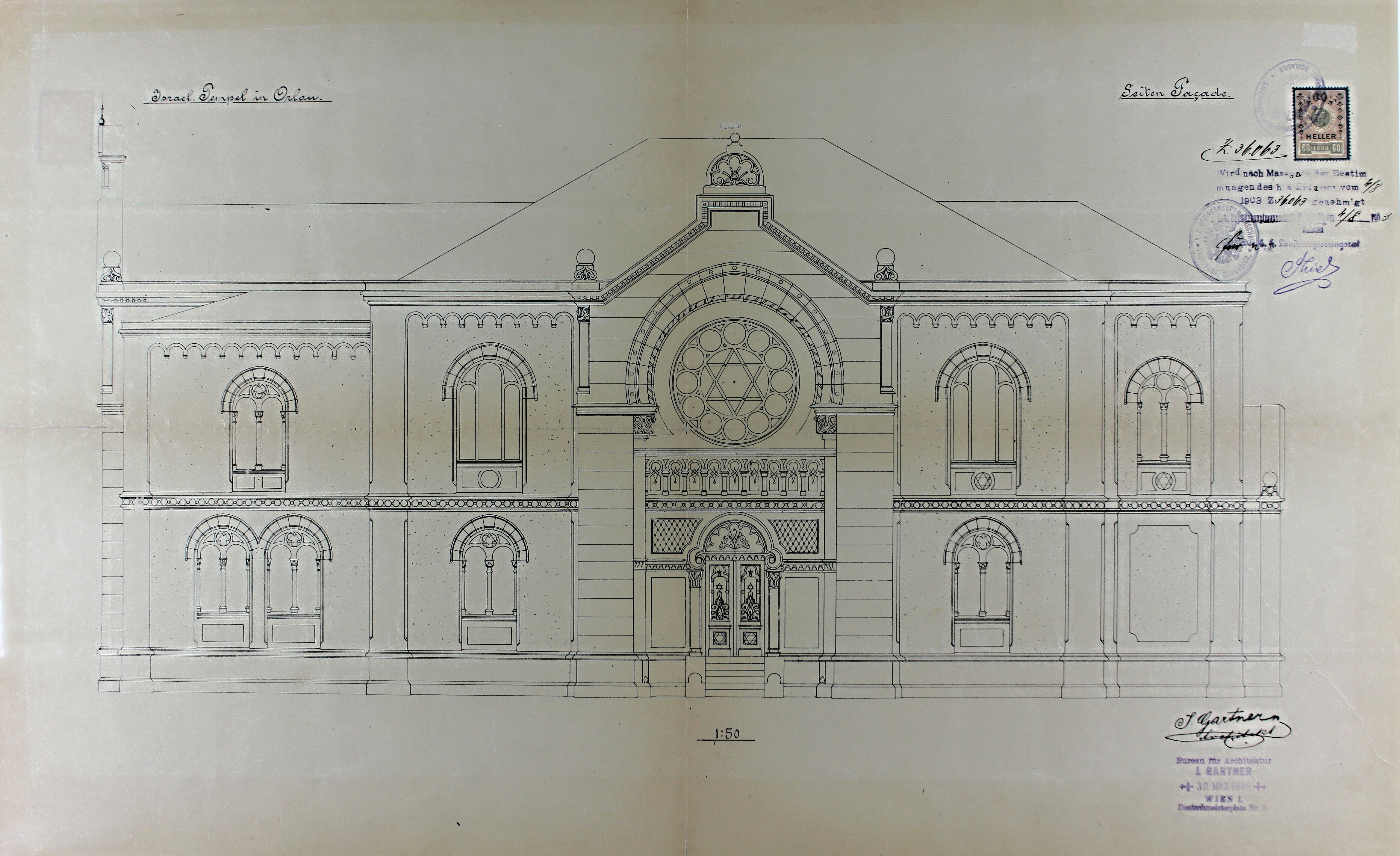
Boční pohled
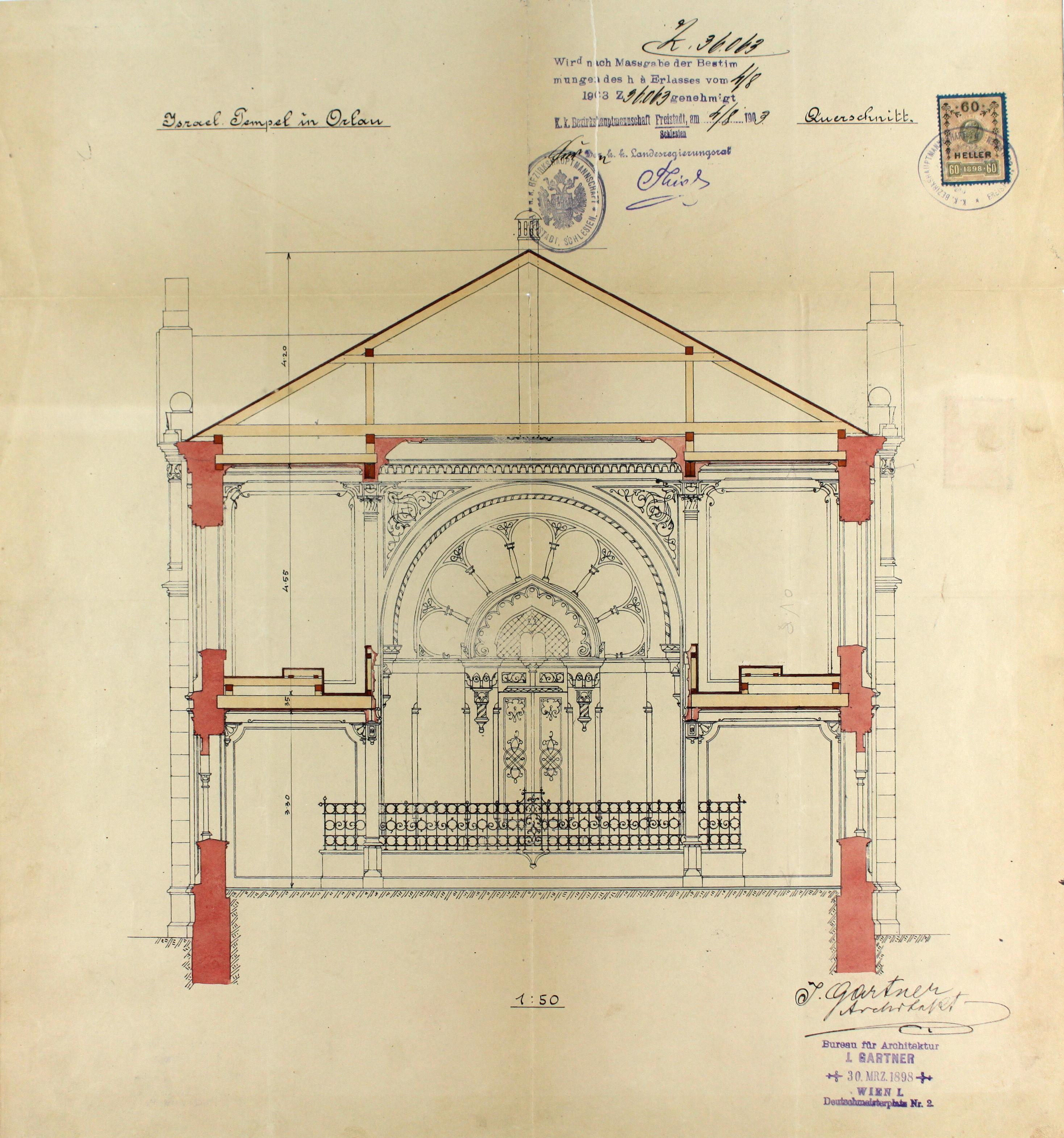
Příčný řez
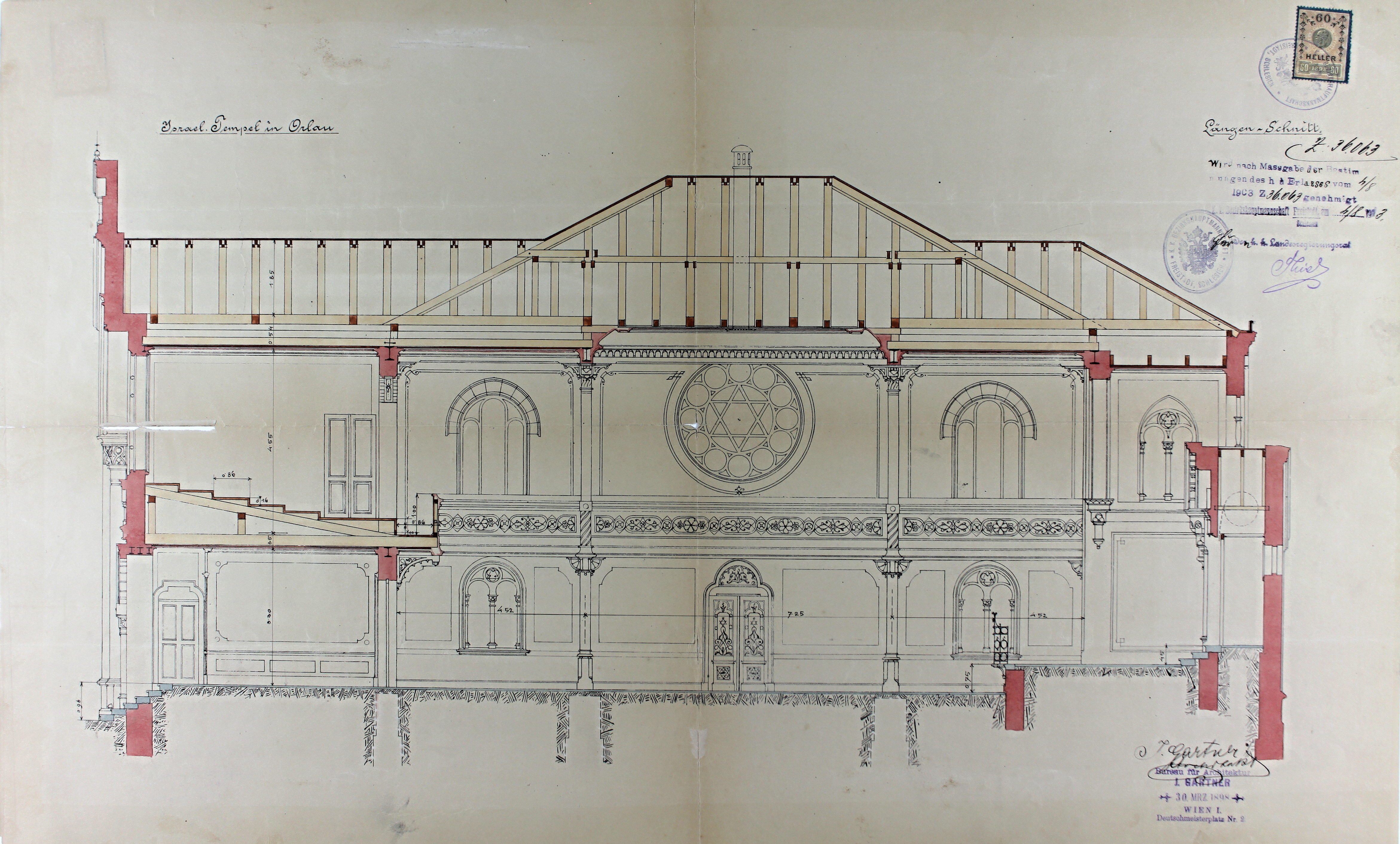
Podélný řez
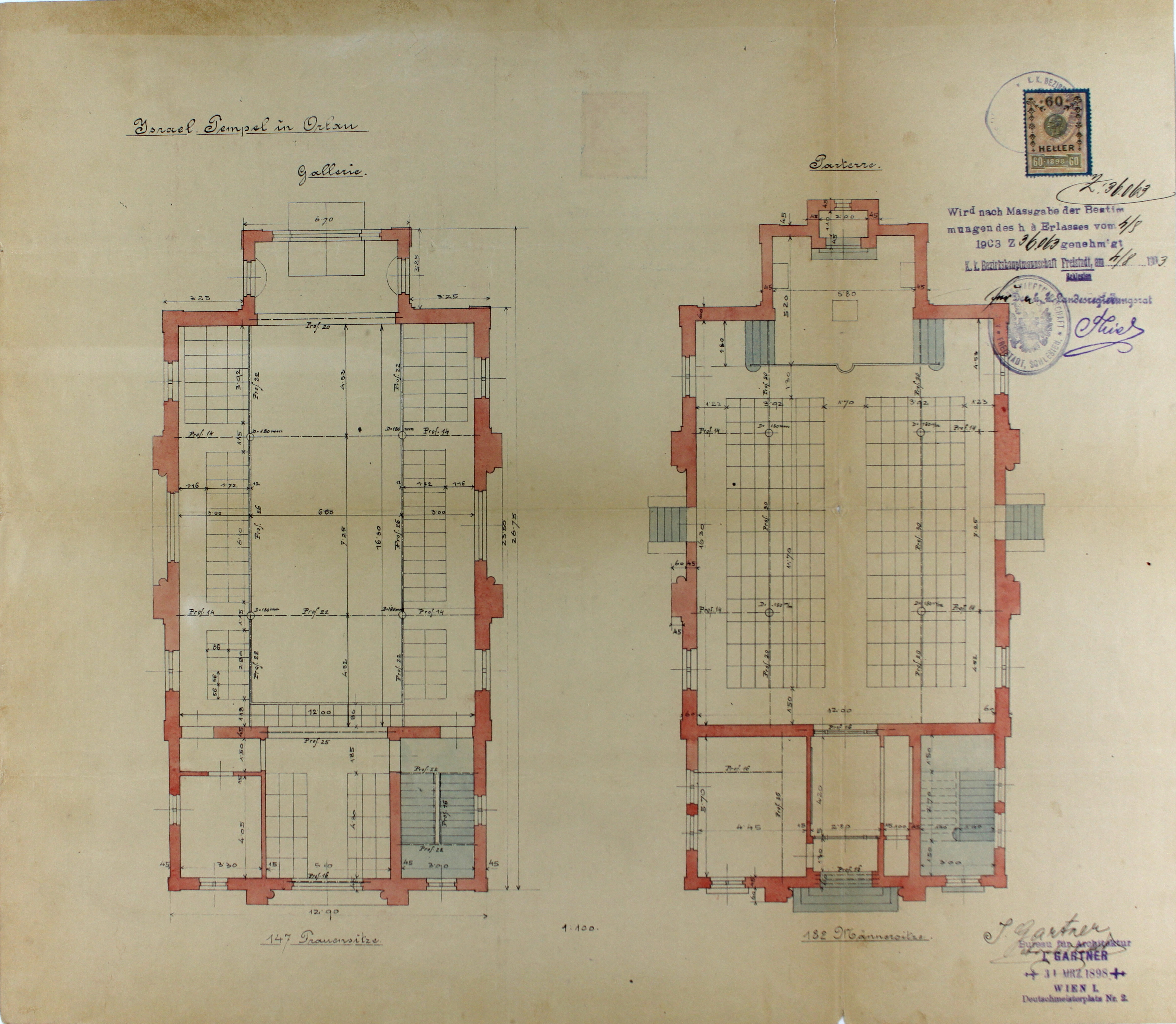
Půdorys galerie s emporami a přízemí
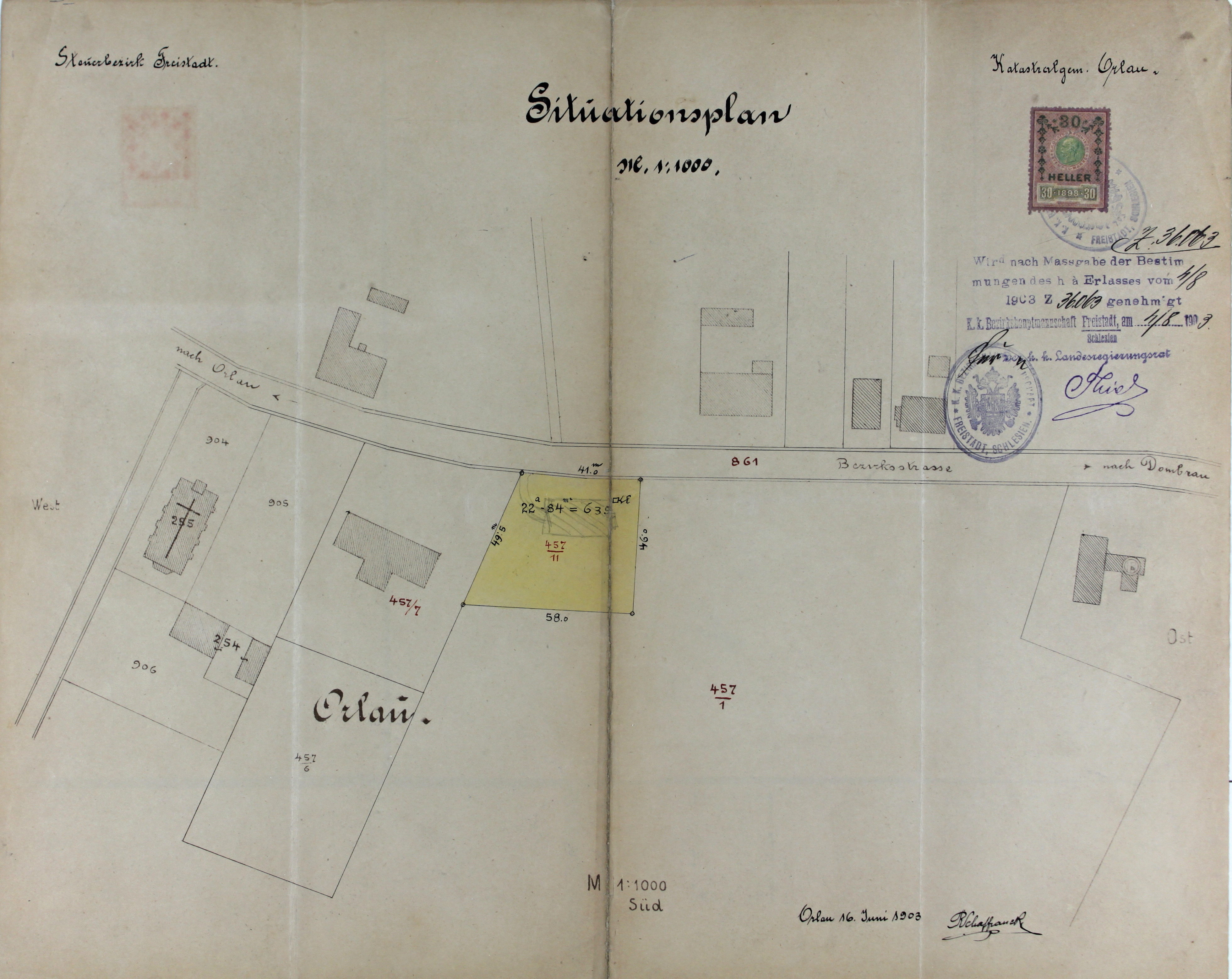
Situační plán pozemku pro výstavbu synagogy (vyznačena žlutě) na dnešní ulici Petra Cingra. Vlevo je zaznačen evangelický kostel, jediná dochovaná stavba z plánku.

## Stará synagoga a Poválečná modlitebna
Kromě toho existovala do r. 1938 ve městě ještě druhá, patrně starší, tzv. Stará synagoga, zhruba mezi ulicemi Bedřicha Smetany a Františka Palackého (pozemková parcela č. 4539, dnes v majetku města Orlová), neznámého stáří. Tato synagoga - možná jen modlitebna - byla tradičního, tj. ortodoxního ritu. Žádná obrazová či jiná sekundární dokumentace k této budově zatím nebyla nalezena.
Po válce byla patrně orlovská ŽNO hrstkou přeživších holocaustu a zejména nově příchozími optanty z Podkarpatské Rusi na nějakou dobu obnovena, jelikož se uvádí, že se ve městě do dnešního dne dochovala tzv. Poválečná modlitebna, toho času adaptovaná na obytný dům, neznámo však kde (viz Fiedler). Zcela jistě je již však r. 1974 Orlová pod působností židovské obce v Ostravě. Dnes zde židovská obec není, nejbližší aktivní ŽO se nachází blízké v Ostravě.